# دوري أبطال أوقيانوسيا 2018
دوري أبطال أوقيانوسيا 2018 هو الموسم 17 من  دوري أبطال أوقيانوسيا. أقيم خلال الفترة 20 يناير 2018 وحتى 19 مايو 2018، والذي يشرف على تنظيمه اتحاد أوقيانوسيا لكرة القدم، وكان عدد الأندية المشاركة فيه  18، وفاز فيه تيم ويلينغتون.